# اکشای
اکشای (به لاتین: Akshiy) یک منطقهٔ مسکونی در قزاقستان است که در استان الماتی واقع شده‌است.

## خصوصیات
اکشای ۴٬۹۲۳ نفر جمعیت دارد.